# Batalha de Apolônia (214 a.C.)
A Batalha de Apolônia ou Batalha de Apolónia foi uma batalha da Primeira Guerra Macedônica travada em 214 a.C. entre as forças da República Romana e do Reino da Macedônia.

## Batalha
Em 214 a.C., Filipe V da Macedônia marchou através do Epiro com o objetivo de amealhar tropas entre seus aliados gregos. Ao longo do caminho, ele capturou a cidade de Orico, onde deixou uma pequena guarnição e seguiu para Apolônia na Ilíria, onde recebeu o apoio de sua frota. Neste momento, a frota romana cruzou a partir do canal de Otranto sob o comando de Marco Valério Levino e capturou Orico, enviando 2 000 soldados sob o comando de Quinto Névio Crista para levantar o cerco em Apolônia.
Apolônios e romanos realizaram um ataque surpresa durante a noite ao acampamento macedônio, destruindo as suas armas de cerco e matando ou capturando 3 000 soldados de Filipe. No mar, a frota macedônia foi bloqueada pela frota romana, o que obrigou a retirada de Filipe, que não tinha como receber suprimentos em Apolônia. A partir de então, Orico se tornou um protetorado romano.